# Саркеу
Саркеу (рум. Sarcău) — село у повіті Біхор в Румунії. Входить до складу комуни Сирбі.
Село розташоване на відстані 434 км на північний захід від Бухареста, 23 км на північний схід від Ораді, 119 км на північний захід від Клуж-Напоки.

## Населення
За даними перепису населення 2002 року у селі проживали 104 особи, усі — румуни. Усі жителі села рідною мовою назвали румунську.